# Saturnia postdefasciata
Saturnia postdefasciata är en fjärilsart som beskrevs av Barend J. Lempke 1960. Saturnia postdefasciata ingår i släktet Saturnia och familjen påfågelsspinnare. Inga underarter finns listade.